# Нова Деревня (Марьовський район)
Нова Деревня (рос. Новая Деревня) — присілок у Марьовському районі Новгородської області Російської Федерації.
Населення становить 38  осіб. Належить до муніципального утворення Мойсеєвське сільське поселення.

## Історія
До 1927 року населений пункт перебував у складі Новгородської губернії. У 1927-1944 роках перебував у складі Ленінградської області.

## Населення
| 2010 | 2011 | 2012 | 2013 | 2014 | 2015 | 2016 |
| ---- | ---- | ---- | ---- | ---- | ---- | ---- |
| 43   | ↗51  | ↘47  | ↘43  | ↘41  | ↘38  | →38  |